# Antonio Tajani
Antonio Tajani (* 4. srpna 1953 Řím, Itálie) je italský a evropský politik, od října 2022 ministr zahraničních věcí ve vládě Giorgie Meloniové a člen Poslanecké sněmovny za Forza Italia. V lednu roku 2017 byl zvolen po Martinu Schulzovi předsedou Evropského parlamentu, funkci zastával do července 2019.

## Politická kariéra

### Evropská unie
Od roku 1994 byl třikrát zvolen členem Evropského parlamentu za stranu Forza Italia. Od 8. května 2008 byl místopředsedou Evropské komise zodpovědným za oblast dopravy. Od 8. února 2010) zastával funkci místopředsedy Evropské komise a byl komisařem pro průmysl a podnikání.
Dne 17. ledna 2017 byl zvolen 351 hlasy předsedou Evropského parlamentu. V hlasování porazil svého krajana Gianniho Pittellu, který obdržel pouze 282 hlasů. Funkci předsedy Evropského parlamentu zastával do července 2019, kdy jej vystřídal David Sassoli.